# Pe̍h-ōe-jī

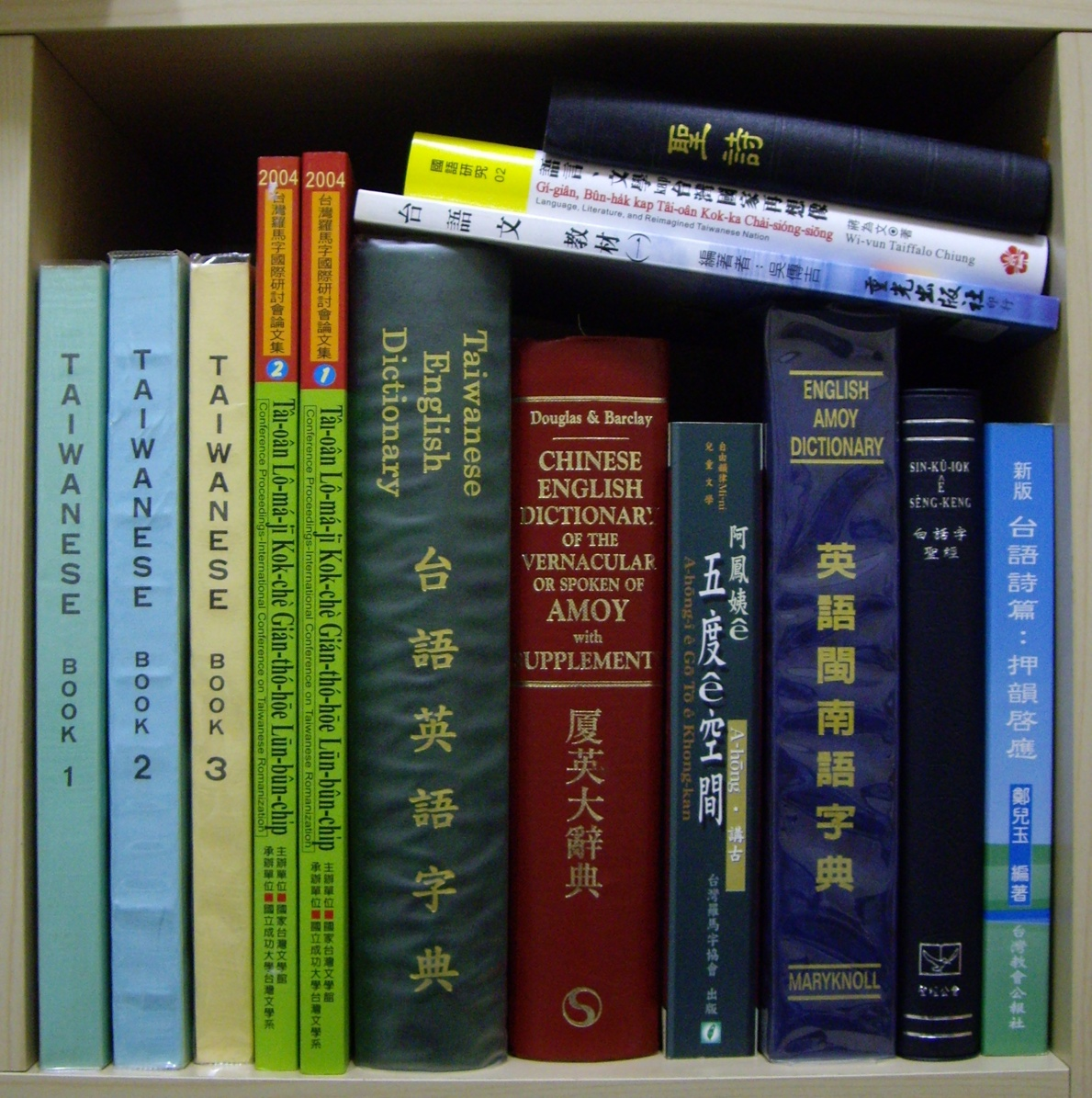
W niektórych publikacjach (Biblia, słowniki, poezja, prace naukowe) nadal wykorzystuje się Pe̍h-ōe-jī

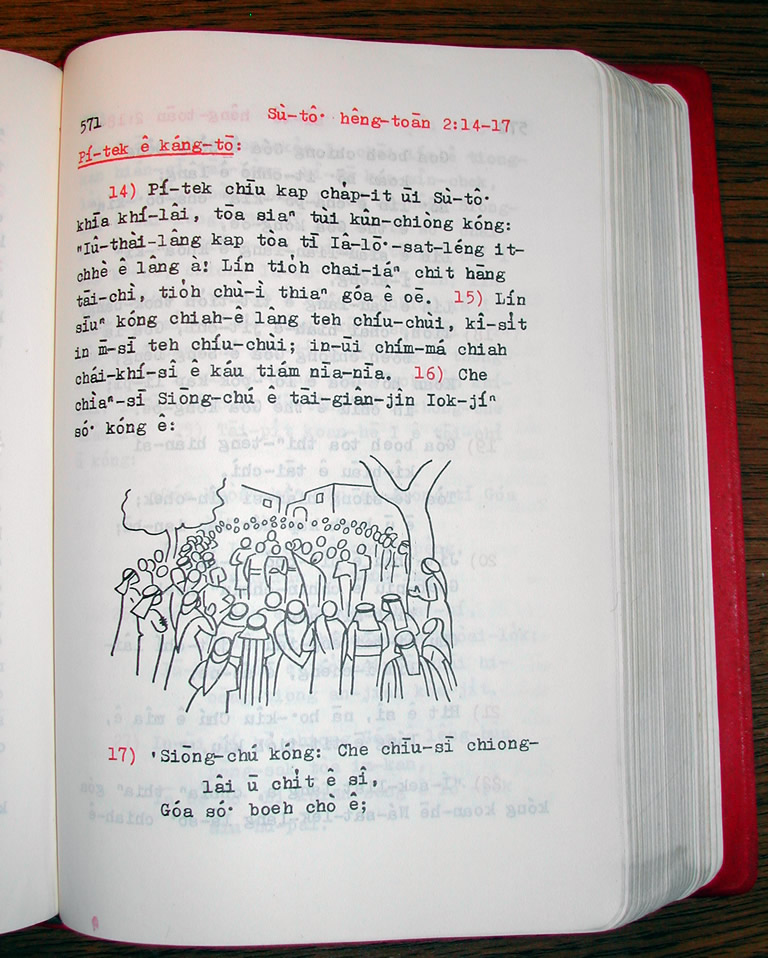
Biblia w grafii Pe̍h-ōe-jī

Pe̍h-ōe-jī (POJ) (chiń. trad. 白話字; pinyin báihuà zì) – system zapisu języka chińskiego za pomocą alfabetu łacińskiego, wprowadzony w XIX w. przez chrześcijańskich misjonarzy w Fujian i na Tajwanie. Do tej pory bywa używany do zapisu odmiany hokkien, zwłaszcza języka tajwańskiego. Istnieje także wersja tego systemu dla języka hakka, zwana pha̍k-fa-sṳ, dla języka mindong bàng-uâ-cê, oraz dla dialektu teochew, nazywana pêh-uē-jī.

## Historia
Stosowanie systemu Pe̍h-ōe-jī było zakazane zarówno podczas okupacji japońskiej, jak i za rządów Kuomintangu na Tajwanie.

## Opis systemu
POJ wykorzystuje następujące znaki alfabetu łacińskiego (obecnie „ts” zostało zastąpione przez „ch”): a b ch chh e g h i j k kh l m n ng o o͘ p ph s t th (ts) u

### Nagłosy
b, ch, chh, g, h, j, k, kh, l, m, n, ng, p, ph, s, t, th

### Wygłosy
- Samogłoski: a, i, u, e, o, ȯ
- Dyftongi: ai, au, ia, iu, io, ui, oa, oe
- Tryftongi: iau, oai
- Spółgłoski nosowe: m, n, ng

Spółgłoski nosowe m, n, oraz ng mogą być dodawane do wszystkich dźwięków samogłoskowych, mogą też pełnić rolę niezależnych sylab. 
Wygłosowe spółgłoski zwarte h, k, p i t wymawiane są jako spółgłoski zatrzymane (unreleased stops). W konwencji POJ litera „h” w wygłosie oznacza zwarcie krtaniowe.

### Tony
Tony zaznacza się za pomocą znaków diakrytycznych, niekiedy stosuje się zastępczo cyfry. 
1. a (yinping)
2. á (shangsheng)
3. à (yinqu)
4. ah (yinru)
5. â (yangping)
6. ā (yangqu)
7. a̍h (yangru)

Przykłady siedmiu tonów: chhiūⁿ 象 (słoń), pà 豹 (lampart), bé 馬 (koń), ti 豬 (świnia), chôa 蛇 (wąż), ah 鴨 (kaczka), lo̍k 鹿 (jeleń). (Odsłuchaj)

### Ortografia
- Sylaby należące do jednego słowa oddzielone są kreseczką (-). Taki zapis oznacza że podlegają one tonalnemu sandhi.
- Podwójna kreseczka „--” oznacza, że sylaba ją poprzedzająca zachowuje swój pierwotny ton (tzn. nie podlega sandhi), ale następujące po niej sylaby wymawiane są w tonie 3 (niskim opadającym) lub w przypadku sylab zakończonych spółgłoską zwartą w tonie 4.